# Fissurella radiosa
Fissurella radiosa là một loài ốc biển, là động vật thân mềm chân bụng sống ở biển thuộc họ Fissurellidae.
hai subspecies: 
- Fissurella radiosa radiosa Lesson, 1831
- Fissurella radiosa tixierae Métivier, 1969

## Miêu tả
The size of an adult shell varies between 18 mm and 55 mm.

## Phân bố
Chúng phân bố ở Atlantic Ocean along the Falkland islands và Straits of Magellan of Argentina và Tierra del Fuego.

## Thư viện ảnh

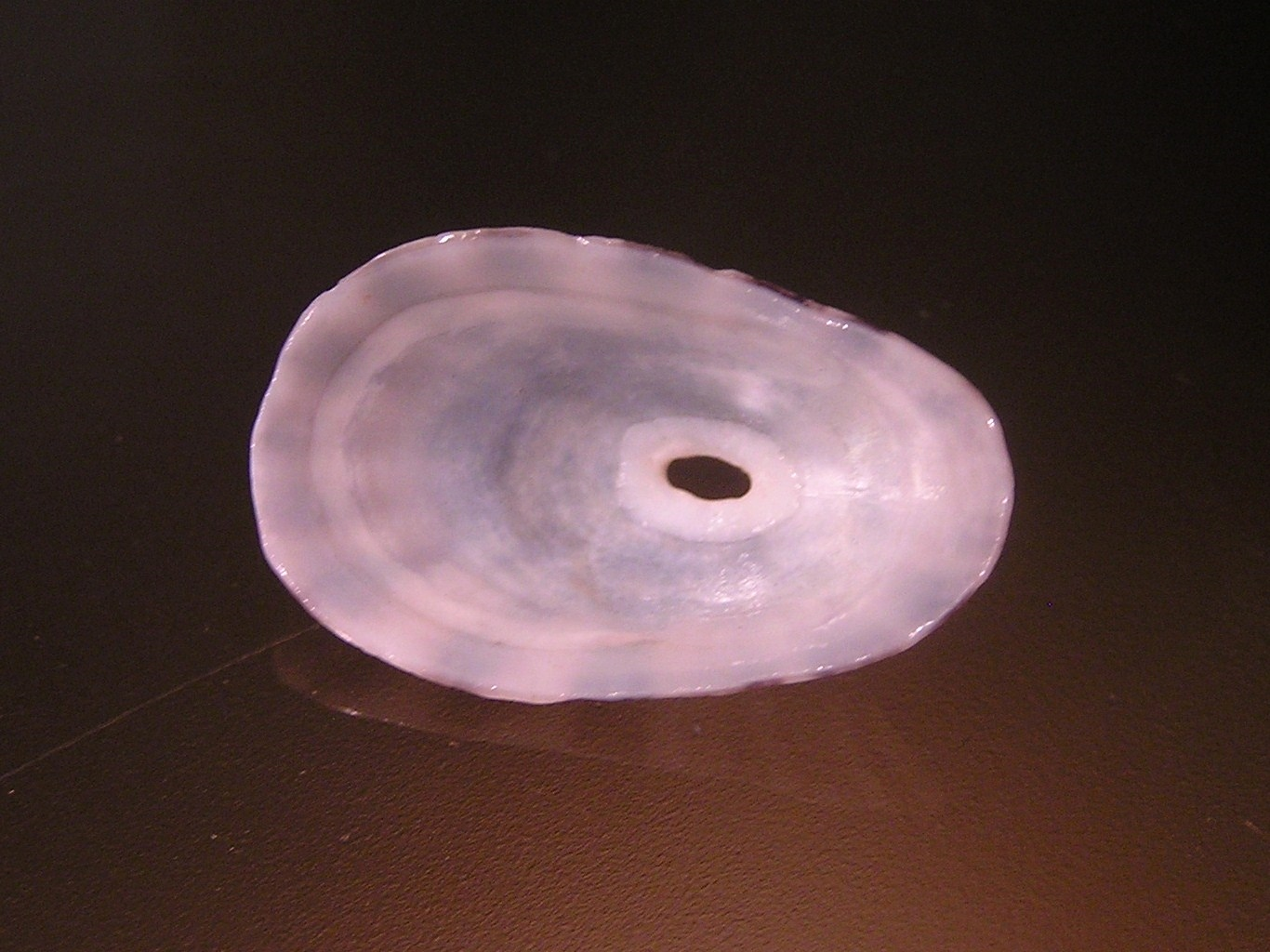
Fissurella radiosa tixierae view from beneath
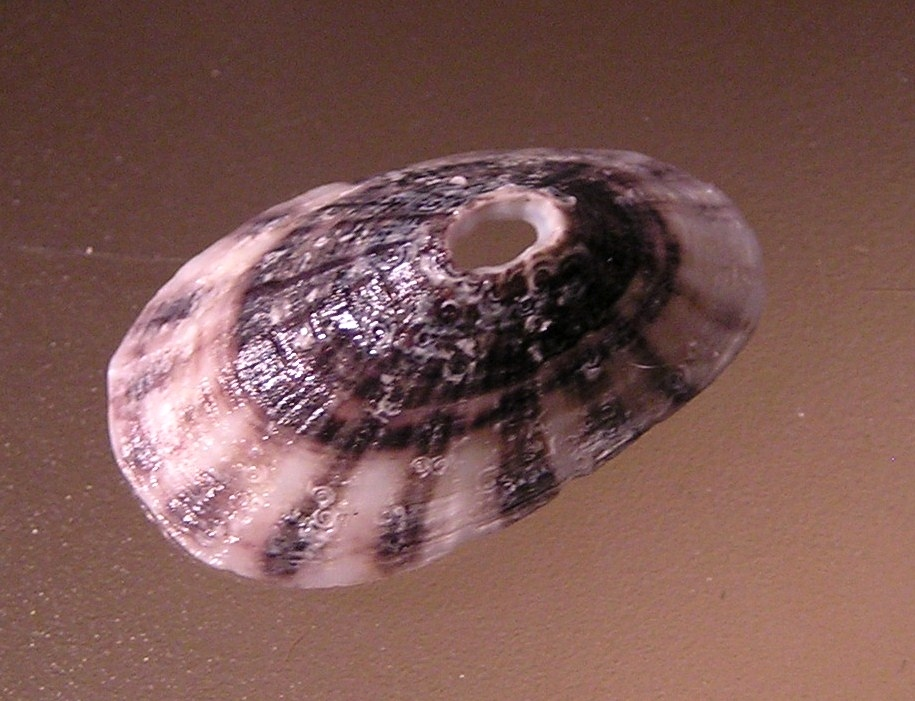
Fissurella radiosa tixierae side view